# Jurandir Boia
Jurandir Boia Rocha (Maceió, 12 de abril de 1942) é um médico e político brasileiro. Filiado ao PDT, foi deputado federal pelo estado de Alagoas durante a licença do titular Maurício Quintella Lessa.

## Carreira política
Começou a carreira política aos 16 anos como membro do PCB. Integrou como tesoureiro da União Nacional dos Estudantes sob o comando de José Serra entre 1963 e 1964.
Candidatou-se a deputado federal em 2002 pelo PSB, chegando a ser primeiro suplente da coligação. Com a licença do deputado Maurício Quintella Lessa, ascendeu ao mandato de deputado federal em 2 de dezembro de 2003. Permaneceu até 27 de setembro de 2005, com o retorno do titular. Candidatou-se a deputado federal em 2006 e 2010, sem lograr êxito.
Nas eleições de 2012, candidatou-se a prefeito de Maceió pelo PDT em substituição ao nome de Ronaldo Lessa. Contou com apoio do PT, PCdoB, PMDB e de outros partidos em sua coligação Maceió Cada Vez Melhor. Enfrentou 5 candidatos, entre eles o deputado Rui Palmeira. Obteve 50.874 votos, sendo derrotado por Rui Palmeira. Após a derrota, não disputou mais nenhum pleito.